# Décollage
Décollage (frz.: décoller = abheben, losmachen, trennen, abkratzen) in der Kunst ist das Gegenteil der Collage. Statt ein Bild aus Versatzstücken zusammenzufügen, werden Teile eines Originalbildes entfernt. Formen der Décollage sind etwa die „Etrécissements“ des Surrealisten Marcel Mariën und die literarische Cut-up-Technik.
In den 1950er und 1960er Jahren entwickelte sich der „Plakatabriss“ der Affichisten, bei dem mehrere Plakate übereinander geklebt und dann durch teilweises Abreißen neu kombiniert werden.

## Geschichte
Seit 1949 wurde die Décollage in Frankreich von Raymond Hains, Jacques de la Villeglé und ab 1957 von François Dufrêne verwendet; sie gehörten im Jahr 1960 zu den Gründungsmitgliedern des Nouveau Réalisme. Seit Anfang der 1950er Jahre wurde die Technik auch von Mimmo Rotella und Wolf Vostell praktiziert. Des Weiteren wurde diese Technik in abgewandelter Form von Robert Rauschenberg genutzt, der Fotografien verwischte und Bilder und Texte übermalte; César und John Chamberlain pressten Metallkonsumgegenstände aller Art zusammen.
Eine weitere Form der Décollage ist die Dé-coll/age von Wolf Vostell, dem es nicht nur um das Zerstören, sondern um das Sichtbarmachen, im Sinne von Verwischen und weiteren Formen, wie auswischen, entfärben, doublieren, verzerren, verwackeln und übereinanderdrucken, ging. Wolf Vostell fand am 6. September 1954 in Paris auf der Titelseite des Le Figaro das Wort „décollage“, das im Zusammenhang mit einem Absturz einer Lockheed Super Constellation in den Shannon benutzt wurde. Er übertrug den Begriff auf seine Plakatabrisse und Happenings. 1958 änderte Wolf Vostell für sich die Schreibweise in Dé-coll/age. Dé-coll/age wurde für Wolf Vostell zum Gestaltungsprinzip und umfassenden Kunstbegriff.
Die Dé-coll/age des Happenings zielt auf eine bewusstseinskritische Aufschlüsselung absurder Umweltbedingungen, die den Menschen bedrängen, um zum Beispiel auf die Vorgänge im Alltag, beispielsweise des Autoverkehrs, zu verweisen. So wurden in den Dé-coll/age-Happenings der frühen 1960er-Jahre in kritisch-provokativer Demontagehandlung Materialien bis zur Unbrauchbarkeit zerstört.